# Ali Laarayedh
Ali Laarayedh, (Arabiska: علي العريّض, ʿAlī al-ʿArayyiḍ),  född 15 augusti 1955, är en tunisisk politiker som var Tunisiens premiärminister från den 14 mars 2013 fram till hans avgång den 10 januari 2014. Han är partiledare för Ennahda sedan den 22 februari 2013.

## Privatliv
Laarayedh är gift och har tre barn. Hans fru är en medicinsk tekniker..